# Inotropismo
Inotropismo (do grego /ˈaɪnɵtroʊp/; ino, fibra ou tendão e tropo, desenvolver) é um termo das ciências da saúde para se referir à capacidade de contração da musculatura cardíaca (miocárdio). Efeito Inotrópico Positivo significa que aumenta a força de contração do coração, geralmente aumentando o nível de cálcio intracelular do miocárdio. Efeito Inotrópico Negativo significa que diminui a força de contração, diminuindo o débito cardíaco.

## Medicamentos inotrópicos positivos
Fármacos que aumentam a capacidade de contração do coração:
- Amiodarona
- Berberina
- Cálcio
- Sensibilizadores do cálcio
  - Levosimendana
- Ativadores de miosina cardíaca
  - Omecamtiv
- Catecolaminas
  - Adrenalina (epinefrina)
  - Dopamina
  - Dobutamina
  - Dopexamina
  - Isoprenalina (isoproterenol)
  - Norepinefrina (noradrenalina)
- Angiotensina II
- Digitálicos
  - Digoxina
  - Digitoxina
- Digitalis
- Eicosanoides
  - Prostaglandinas
- Glucagon
- Insulina
- Inibidores da fosfodiesterase
  - Enoximona
  - Milrinona
  - Anrinona
  - Teofilina

## Inotrópicos negativos
Diminuem a velocidade de contração, permitindo que o próprio coração se oxigene melhor:
- Betabloqueadores
  - Atenolol
  - Propranolol
  - Bisoprolol
- Bloqueadores dos canais de cálcio
  - Diltiazem
  - Verapamil
- Antiarrítmicos da classe IA:
  - Quinidina
  - Procainamida
  - Disopiramida
- Antiarrítmicos da classe IC:
  - Flecainida